# 陈祥 (少将)
陈祥（1915年—1997年6月23日），原名邸银国，安徽省金寨县人，中国人民解放军开国少将。

## 生平
1932年3月陈祥参加霍山县独立团、红二十五军第七十五师任战士、通信员。1934年底在第二一八团坚持鄂豫皖三年游击战争。1935年2月重建红二十八军时，在第八十二师任通信班长。1936年夏，调潜山、太湖、英山等县便衣队工作，深入敌占区发动和组织群众开辟新区。 
抗日战争爆发后，皖西便衣队与中共皖鄂特委机关一起赴湖北黄安和红二十八军会合。陈祥在红二十八军干部学校学习。1938年3月任新四军第四支队政治部组织干事、指导员、巡视员等职。1939年5月，任新四军第四支队第七团三营教导员。1940年8月调新四军江北指挥干校学习。1941年5月任中国人民抗日军政大学八分校政治部组织科长兼总支部书记，并选为学校军政委员会委员。1941年11月，任新四军二师五旅十五团政治委员兼泗县、五河、灵璧、凤阳县军政委员会书记。1942年3月任二师六旅十七团政委、军政委员书记。1943年赴延安中共中央党校学习，长途行军七个省7500多公里，1943年底到达了延安。1945年4月中国共产党全国第七次代表大会候补代表。
抗战胜利后，赴东北，任东北民主联军延边军分区警备第一团政委（该团由4000多朝鲜族组成，战斗力较强）。1946年4月中旬解放长春市战役中，正、副团长先后牺牲，陈祥临危不惧，继续指挥战斗。长春解放后，陈祥率该团到九台县整训和担任清匪任务。1946年9月，陈祥任吉林军区警备第二旅第四团政委。在攻克松花江岸敌要点桦树林和桦甸阻击战中，陈祥与团长杜培芳率全团2000余指战员，在零下40多度的严寒中英勇作战，共歼敌4000余人，首战告捷，受到总部通报表扬。1947年6月，独立一师四团配合兄弟部队，一战老爷岭，二战双河镇，三战杨木桥子，均获重大胜利，共歼敌第六十军暂编二十一师一个多团，俘敌1000多人，缴获轻重机枪60多挺、炮数门，为东北夏季战役的胜利作出了贡献。后任吉林军区政治部主任、警卫团政委。1949年6月，任第四野战军第四十三军一二八师政治部主任，随军南下，先后参加了渡江及解放广州等重大战役。
1949年11月，陈祥调任广东军区珠江军分区副政委、和分区其他首长指挥五个正规团及八个县大队、独立团，在进行清匪反霸斗争中，先后缴获反动武装的长短枪两万余支。粤中军区副政委、军区党委副书记、粤中区党委委员、中南军区装甲兵副政委等职。1957年入中国人民解放军政治学院学习。1959年任第二十四军政治部主任、副政委兼政治部主任。1964年10月，任北京军区政治部副主任。1970年12月任北京军区副政委。1978年12月，任军委工程兵副政委。1980年5月离休。积极参加了红二十五军、红二十七军和红二十八军的军史编写工作。
1955年，陈祥荣获三级八一勋章、二级独立自由勋章、二级解放勋章。1961年晋升为少将军衔。1988年8月，荣获一级红星功勋荣誉章。